# Таноре
Таноре (бенг. তানোর, англ. Tanore) — город на северо-западе Бангладеш, административный центр одноимённого подокруга. Площадь города равна 7,96  км². По данным переписи 2001 года, в городе проживало 28 251 человек, из которых мужчины составляли 51,10 %, женщины — соответственно 48,90 %. Уровень грамотности населения составлял 36,5 % (при среднем по Бангладеш показателе 43,1 %).